# 就算要我努力工作
《就算要我努力工作》是日本e-smile公司開發及發行的PlayStation掌機以及手機遊戲，只在PlayStation Store、Apple App Store以及Google Play上發售，共有五部作品，當中兩部屬移植作。2012年4月24日於PlayStation Portable平台發售，2013年4月24日發售續作《就算要我努力工作 乙》，2014年3月26日於PlayStation Vita平台發售「乙」的移植作《就算要我努力工作 乙 HD》，2015年5月1日以及2015年6月26日分別在iOS及Android平台推出「乙」移植作《就算要我努力工作 乙携》，2016年3月17日於PlayStation Vita平台發售新作《就算要我努力工作 酉》。
遊戲背景以架空世界的隱蔽人士為題，主角拖欠房東租金已三個月，為還清租金而和房東訂立合約，由主角規劃冒險者們的迷宮探險，同時要以房東的旅館作經營點；並要求主角償還租金之餘，要令村莊回復以前的熱鬧，若連續多個月仍赤字，就會要求主角在房東的旅館內工作。
總監吉田尚幹指第一作的開發期長達十個月，而公司要求之後的作品控制在半年之內；同時表示續作「乙」的名字有多種意思，包括像阿拉伯數字「2」、「甲乙丙丁」的排行「二」以及日語網絡用語諧音「乙」（日语：おつ）。

## 遊戲玩法

第一作的房間界面，可選擇進入通訊界面指示冒險者，或觀看村莊及睡覺來直接進入第二天。

遊戲屬策略類，系統分成四部份，分別是房間部份、指示冒險者部份、冒險者執行指示部份以及冒險者結算部份；第一作的場景分兩種界面，房間界面及通訊界面，在房間界面內若選擇觀看村莊情況或睡覺，那一整天就會甚麼都沒做而來到第二天；續作「乙」改善這設定，只有房間界面，觀看村莊情況也不會直接迎來第二天。
玩家在界面中可以選擇招募、接公會任務、建新設施、訓練冒險者以及規劃迷宮探險；冒險者則分成兩種，「普通冒險者」與「特殊冒險者」，普通冒險者可以由玩家自由地多次招募，特殊冒險者則要通過劇情、指定時間登場等要素才能招募，且每種職業只能招募一位。
遊戲中有公會系統，可以讓玩家招募冒險者、接取任務或派隊伍去迷宮清除某種怪物以賺取差額；而村莊店舖則可通過建設武器店、防具店、道具店以及訓練所，來改善冒險者的能力或裝備。
指示完冒險者當天需要做的事情後，他們會依照玩家所下的指示來進行休息、訓練以及迷宮探險；而冒險者進行指示期間，玩家不能再下達指示或給予冒險者任何東西，全程只靠冒險者本身決定用何用技能或是否使用道具；在冒險者完成當天指示後，會進入結算界面，計算當天統計，如冒險者能力提升、獲取的戰利品、打倒的怪物數以及種類等，確認完就進入下一天，再重覆以上過程。

## 劇情
故事發生在架空世界「艾多艾尼」（日语：エトワール），世界以「魔法塔」來與遠方通訊，而在大陸某處村莊居住的主角，因為雙親沒再提供資金，而且過著隱蔽生活。
某天，房東「莉莉由姆·瑪嘉拉斯姆」（日语：リリウム・マクラツム）進來提醒主角已拖欠幾個月租金，並說明昨天訂立的合約，要求主角進行規劃冒險者們的迷宮探險，以賺取戰利品來償還所欠的租金，否則就要主角於房東的旅館打工。為了避免在旅館打工，主角要招募冒險者、規劃迷宮攻略、出售戰利品以及建設設施等手段賺取金錢來還拖欠的租金以及支付冒險者薪金。負責指示冒險者們探險迷宮的裝置叫做「魔法塔」，初始村莊的魔法塔等級很低，所以只能前往離村莊不遠的迷宮探險，而旅館也因等級低而限制𦖛請冒險者人數；隨著在迷宮收集足夠升級設施的素材並升級後，迷宮數量以及𦖛請冒險者數都會有所提升，但隨之而來房租亦會增加；最後玩家還清租金後可以再提升冒險者的技能或裝備去探險更深層的迷宮。
幾十年後，「艾多艾尼」世界中的漂浮島「希魯卡·咪魯」（日语：ティルカ・リリ）內居住着一位過着隱蔽生活且拖欠租金的租客，這令女高中生房東「拉米加娣·瑪嘉拉斯姆」（日语：ラビアティ・マクラツム）很苦惱，為解決這問題，只能用祖母教的方法令此租客償還租金。而房東提出的既能維持隱蔽生活，又能償還租金的方法就是「冒險者規劃業」。

## 開發
遊戲最早於2012年4月24日在PlayStation Portable發售，只能在PlayStation Store購買以及下載，官方發售數字稱賣出三萬七千套。其後於2013年4月24日相同平台推出續作《就算要我努力工作 乙》，其界面大幅修改，減少玩家重覆的操作，同時為房東新增聲音，默認版本是由東山奈央配音的「莉莉由姆·瑪嘉拉斯姆」（日语：リリウム・マクラツム），另有收費追加內容由原由實配音的「瑪嘉拉斯姆」（日语：マクラツム），兩者名稱很相似，可以看作是角色的另一種人格。而2014年3月26日於PlayStation Vita平台發售的《就算要我努力工作 乙 HD》是根據PlayStation Portable版的「乙」來重新製作，並高清化界面以及各種圖像，同時新增拍攝相片和支援觸屏操控功能。2015年5月1日以及2015年6月26日分別在iOS及Android平台推出「乙」移植作《就算要我努力工作 乙攜》，並依手機重新設計界面，同時包含PSP版收費追加內容「惡鬼房東模式」以及「提升獲取的經驗值」。最新作是2016年3月17日於PlayStation Vita平台推出的《就算要我努力工作 酉》，劇情是「乙」作的幾十年後，增加多種新功能，包括將僱用冒險者上限由40人增至100人、隊列系統、精靈型寵物、街道攻防戰等；增加配音角色至四名，包括為房東「拉米加娣·瑪嘉拉斯姆」（日语：ラビアティ・マクラツム）配音的松井惠理子、為送貨員「矢布索非亞·艾尼加尼亞」（日语：ジプソフィア・エレガニャ）配音的山本亞衣、為皇室宰相「哈魯娣尼亞·可魯多達」（日语：ハルティニア・コルドウタ）配音的森永千才以及為皇室弄臣「亞紗尼亞·羅多德道若」（日语：アザレア・ロドデンドロン）配音的吉田有里。
總監吉田尚幹以及製作人橋本昌博在接受《電擊PlayStation》訪問時提到，e-smile公司原本是做遊戲開發人員的派遣工作，在遊戲業界屬知名公司，但普通玩家都不知道這間公司，所以一開始就把這遊戲當作是廣告宣傳來進行開發。
吉田總監指遊戲想法花了兩至三個月構想，而開發期則長達十個月，所以公司說開發期太長，希望以後縮短到半年內最好。同時吉田總監在接受關於「乙」作的訪問時提到，在第一作時還有很多想法沒有表達，如果有續作能向用戶表達更多想法就好了，而推出續作則是個人與公司的意見，而本作亦是延續前作開發過程中實際沒有用上的各種想法，同時將界面大輻改良，令玩家可以更好的操控以及縮短玩家反覆操控的時間；而冒險者方面，特殊冒險者繼續沿用以前的角色，而普通冒險者就有新的設計；提及當中「乙」的意思時，表示其有多種意思，一種是「乙」字像阿拉伯數字「2」的意思，一種是依「甲乙丙丁」排行「二」的意思，另一種是以日語網絡用語「辛苦了」（日语：お疲れ様）的諧音「乙」（日语：おつ）來向玩家表達加油的意思。

## 評價
截至2014年3月11日《就算要我努力工作 乙 HD》發售為止，第一作就已經賣出三萬七千套，而追加內容合共賣出十五萬套。
2012年4月26日發售的《電擊PlayStation》第517期中，四則評價中獲得三則高評價。2012年5月10日至23日，《電擊Online》舉辦「大家最推薦的只供下載之遊戲是？」（日语：みんながオススメするダウンロード専用ソフトは？）問卷調查中，獲得了第四名。

## 外部連結
- 《就算要我努力工作》官方網站 （页面存档备份，存于）
- 《就算要我努力工作 乙》官方網站 （页面存档备份，存于）
- 《就算要我努力工作 乙 HD》官方網站 （页面存档备份，存于）
- 《就算要我努力工作 酉》官方網站 （页面存档备份，存于）